# 秘魯硬皮鉤鯰
秘魯硬皮鉤鯰，為輻鰭魚綱鯰形目甲鯰科的其中一種，為熱帶淡水魚，分布於南美洲秘魯Huallaga河流域，體長可達4.9公分，棲息在底層水域，生活習性不明。